# 食害

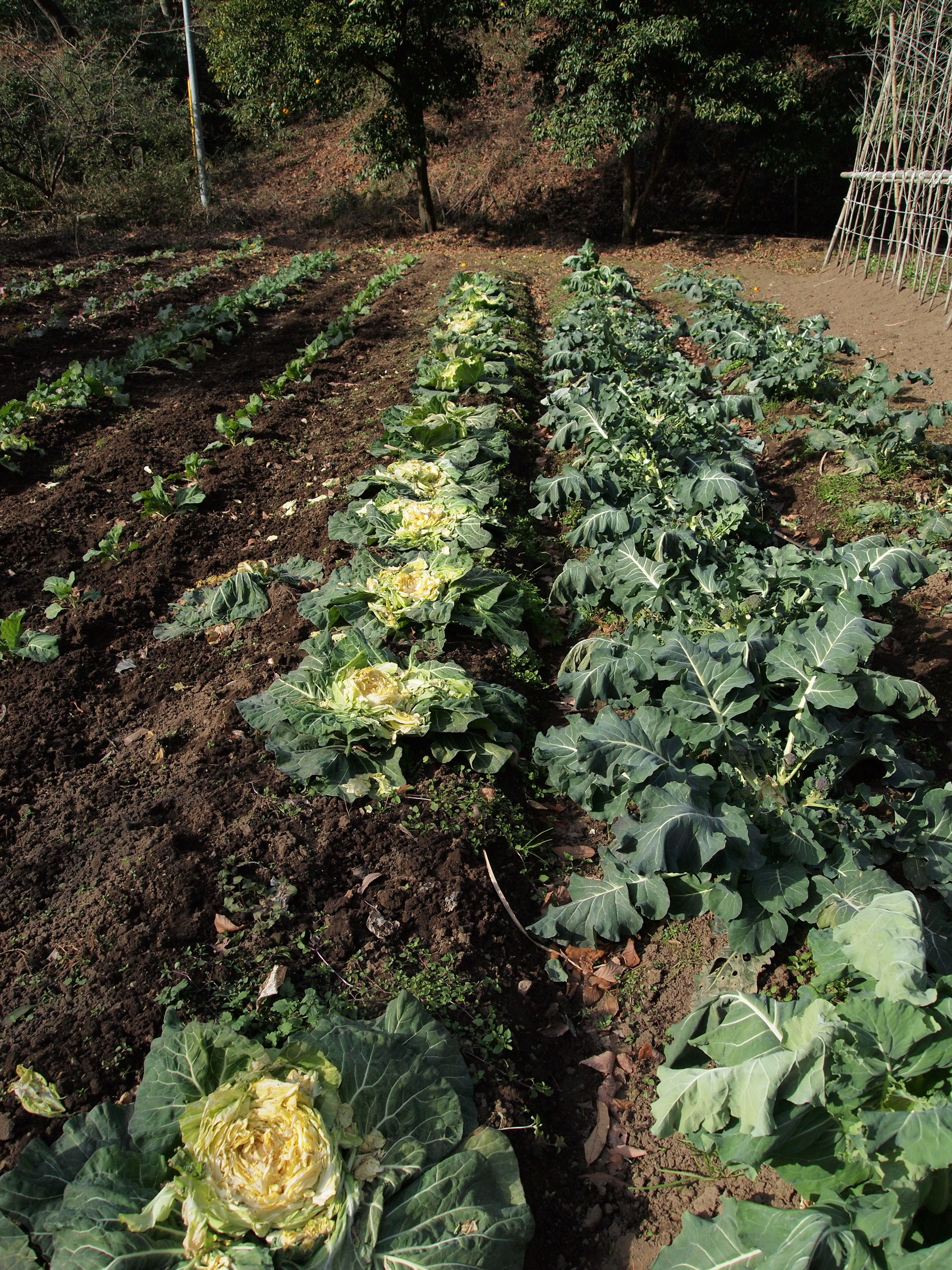
ニホンザルに食い荒らされたキャベツ畑

食害（しょくがい）とは、動物の摂食行動により、人間の活動に何らかの被害を与えること。言い方は様々であるが他には「食い荒らし」などとも。
それか、人に無理やり食べさせ、苦しんでる姿を見ること｡
主にこの項目では日本における食害について記述する。

## 概要
動物が食物として他の生物を食べる行為は生態系上は自然のことであるが、その食物が人間にとって資源となるものであった場合、動物の摂食行為が人間に害を与えるものと見なされる。これを食害という。食べるという行為に重きが置かれるから、菌類などの寄生によるものはこれに含めない。
人間が資源とするものは範囲が広いため、その範囲も広い。例えば農業や園芸における害虫の被害もこう呼ばれる。近年では山里や里山における猿、鹿、などが農作物を荒らす被害も重視されている。また、漁業においては古くから海洋哺乳類による魚類の食害が問題視されていた。
また、動物が人間を襲う獣害の中でも、動物が人間を食べた場合は食害とよばれることもある。
また、文化財を侵す節足動物やカビによる被害を虫菌害といい、特に節足動物によるものを虫害というが、虫害のうち、木材や、植物性原材料から製造される紙や糊、動物性原材料から作られる膠といった有機材料でできている部分が虫などによって食べられる被害は食害の一種である。そのほか、ネズミなどの哺乳類、ハトやカラスなどの鳥類が文化財を食害する場合もある。

## 主に食害を起こす動物

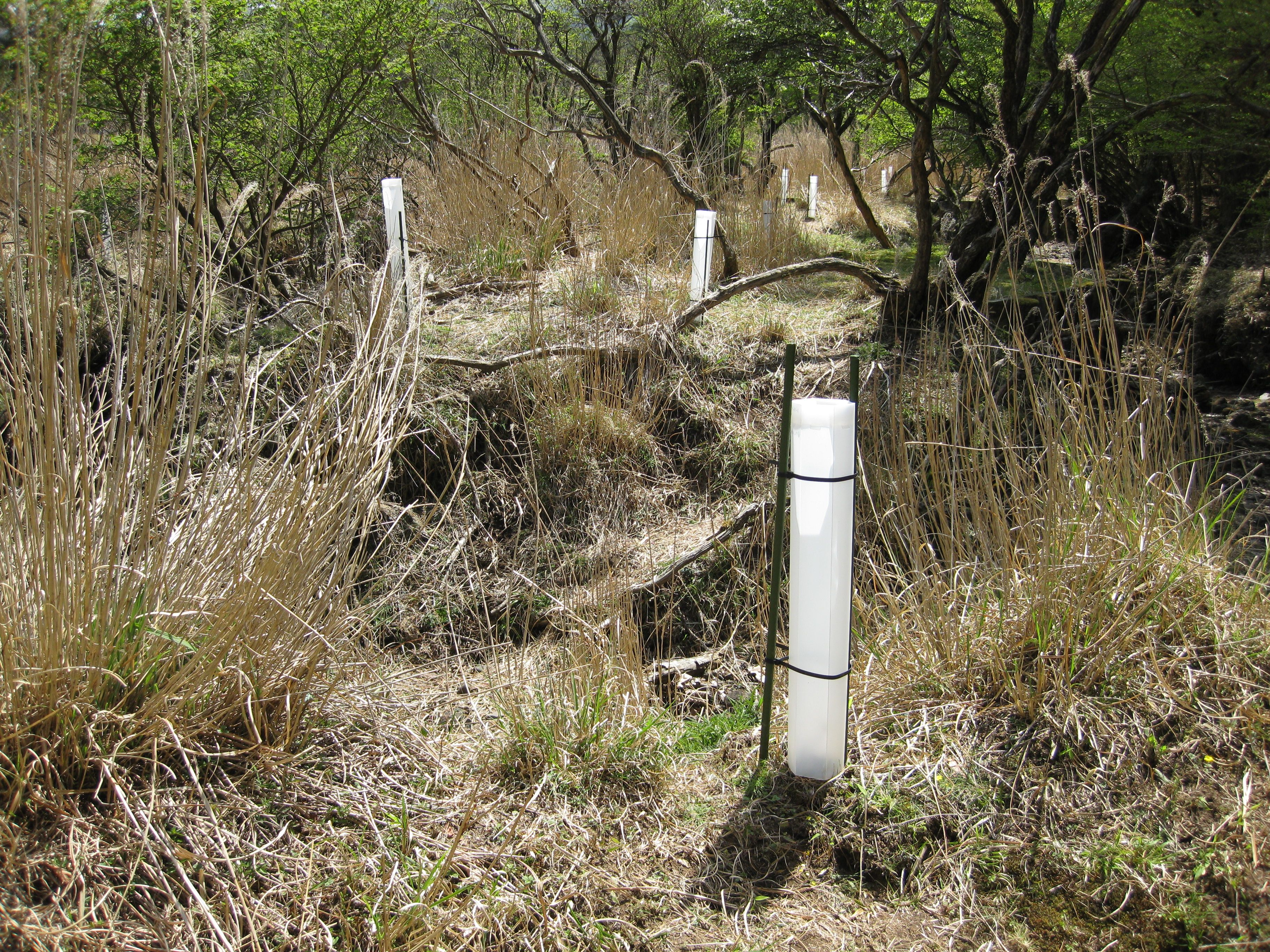
ノカイドウを食害から守るカバー

- シカ - ニホンジカが植林された木々の表皮を食害することで枯死に至らしめる。ただし、奈良県の奈良公園のシカは天然記念物に指定されているため駆除が難しい[2]。えびの高原では天然記念物に指定されているノカイドウをシカによる食害から守るため、稚樹にヘキサチューブと呼ばれる六角形の半透明プラスチックカバーが掛けられている[3]。
- サル - ニホンザルによる農作物の食害が多い。特に山村では、過疎や高齢化により追い払う事もままならない。食い荒らす特定の位置などはないが、稀に住宅地に野生のサルが入り込み、各家庭で育てられている植物（柿など）を食い荒らすことがある。また観光地では、ルールを守らない観光客の餌付けによって、加工食品の味を覚えたサルが商店や車上で「犯行」に及ぶ例もある[4]。
一部のニホンザルは天然記念物に指定されている[5]が、そうでない場合は麻酔銃などを撃って捕獲する場合もある。
- イノシシ - 繁殖力が高く、古くから食害が知られ、日本各地に猪を防ぐための猪垣（いのがき）が現存している。知能、嗅覚、土を掘る能力に優れ、土に隠れた根菜類も被害に合う。現在ではリンゴ、パイナップル、サギソウなど農作物・観賞用花木を食い荒らした報告が各地でなされている[6][7][8]。
- イルカ、クジラ、アザラシ、トドなど - 日本では古くから海洋哺乳類による食害が問題視されており、駆除が行われてきた。特にトドの駆除にはかつては自衛隊までも投入されており、鯨が魚を食いつくすといった鯨食害論が水産庁によってマスコミなどで流布されている。ただし、トドは個体数の減少にも拘らず、被害が増加しており、これは元々の魚類の減少で魚網から横取りするようになった為であるという結果になっている。また、過去にイルカの食害で悩まされた壱岐も魚類の減少でイルカの出現が減少するという事態が起きている。また、ニホンカワウソやニホンアシカ絶滅の要因の一つは食害のための駆除であるとされる。イルカ追い込み漁#昭和以降、トド#人間との関係も参照。
- ラッコ - 過去における乱獲で減少していたが、2003年（平成15年）以降北海道沿岸に数頭が住み着くも、ウニを大量に捕食する食害が深刻であるものの、こちらは保護されており駆除もままならない。ただし、ウニが増えすぎるとコンブが減少してしまうので、ラッコが捕食した方が環境が良くなるとされる。キーストーン種#キーストーン捕食者も参照。
- スズメ - 古くから稲に対する食害が知られる。反面、稲の害虫も捕食するため、過剰な駆除は逆に害虫による被害をふやすことになる。中国においては大規模な駆除が行われたものの、害虫の増加につながったことで駆除対象から外された経緯がある。スズメ#中国におけるスズメも参照。
- カモ - 大麦やレンコンなどの食害が知られるほか、養殖海苔に対する食害が1960年代頃から深刻である。この被害の原因は長年明らかでなく、「バリカン症」と呼ばれ調査が行われていたが、2014年（平成26年）に監視カメラによる観察でカモによる食害と判明した。
- イナゴ・バッタ - 大量の稲などを短時間で食い荒らす蝗害が知られる。米ネブラスカ州では数百キロに及ぶ大群が発生したが、現代では殺虫剤の普及により制御可能である。他の虫害では、ヨーロッパコフキコガネ（英語版）が知られ、殺虫剤が普及していなかった20世紀以前では動物裁判を行った記録がある。

## 文化財に対する食害
文化財の伝統的な素材として主流である木材・竹材・藁や和紙、皮革、絹、毛織物それ自体に加え、接着剤として使われるでんぷん糊や膠などの有機物が、シミ、ゴキブリ、シバンムシ、シロアリなどによって食害されるので、資料保存分野においてそれらの節足動物は防除の対象となる。対策として、薬剤による燻蒸・燻煙・ミストや二酸化炭素処理などの低酸素化による窒息による殺虫、風に当てる虫干しや、防虫網や粘着マットによる防虫（カビ・埃対策も兼ねている）を行うなどのほか、虫の発生状況調査のために捕虫を実施することもある。
また、紙や布、ビニール類はネズミが巣を作るための材料となるので、摂食行動というわけではないが、「食い荒らす害」という意味での食害は起きうる。
イガ（ラシャミノムシ）も、古文書を摂食するのみならず、巣を作るための材料とする。
これらの食害を含めた文化財虫菌害について、文化財虫菌害研究所が、農業における総合的病害虫管理（IPM）の手法を応用した防除の研究・教育につとめている。